# Venstrereformpartiet
Venstrereformpartiet, eller bare kaldet Reformpartiet, var et udbryderparti fra Det forenede Venstre, der blev stiftet i 1895 efter forliget om Københavns befæstning. Partiet var antimilitaristisk og liberalt i sin grundholdning.
J.C. Christensen, Viggo Hørup, Thorvald Poulsen, Poul Christensen og Carl Theodor Zahle var med i Venstrereformpartiet, som splittedes i 1905 med dannelsen af Det Radikale Venstre. En del af medlemmerne gik over i det nydannede parti, mens resten i 1910 gik sammen med Det forhandlende Venstre og dannede det moderne Venstre.
| Politisk parti | Spire Denne artikel om et politisk parti eller gruppe er en spire som bør udbygges. Du er velkommen til at hjælpe Wikipedia ved at udvide den. |